# Maximilien Quantin
Pour les articles homonymes, voir Quantin.
Maximilien Quantin (né à Saulon-la-Rue le 17 mai 1814 et mort à Auxerre le 2 août 1891) est un archiviste et un paléographe français.

## Biographie
Élève de l'École des chartes de Dijon de novembre 1829 à décembre 1832, il est diplômé le 7 janvier 1833. Il est nommé archiviste départemental de l'Yonne par arrêté préfectoral du 28 avril 1833. 
Il épouse Louise Aurélie Hadery, le 4 septembre 1838, à Saint-Bris (Yonne).
Il cesse ses fonctions le 1er février 1879. Il sera également directeur de la bibliothèque de la ville d'Auxerre.
Il est remplacé par Francis Mollard qui fit la préface du "catalogue de la section Histoire" de 828 pages. 
Il est nommé chevalier de la Légion d'honneur le 12 août 1853 et chevalier de l'instruction publique le 7 avril 1866. 

## Œuvres
- Liste des œuvres par M. Quantin, sur idref.fr

Sur l'Yonne
- Dictionnaire topographique du département de l'Yonne : comprenant les noms de lieux anciens et modernes, Paris, imprimerie impériale, 1862, 167 p. (lire en ligne). (« rédigé sous les auspices de la Société des sciences historiques et naturelles de l'Yonne »).
- Inventaire-sommaire des archives départementales antérieures à 1790 : Archives civiles. Séries A à F, t. 1, éd. Albert Gallot, coll. « Archives départementales de l'Yonne », 1868 (présentation en ligne).
- Inventaire-sommaire des archives départementales antérieures à 1790 : Archives religieuses. Série G, t. 2, Auxerre, éd. Ch. Gallot, coll. « Archives départementales de l'Yonne », 1873 (lire en ligne).
- Inventaire général des archives historiques de l'Yonne : résumé analytique des collections existant au dépôt de la préfecture de ce Département. Suivi d'un index des fonds d'archives des autres départements qui renferment des documents sur le département de l'Yonne, Auxerre, Perriquet, 1852 (lire en ligne).
- Rapport sur les archives historiques et administratives de la préfecture de l'Yonne, des communes et des hospices du département, éd. Albert Gallot, 1878, 39 p. (lire en ligne).
- Répertoire archéologique du département de l'Yonne : rédigé sous les auspices de la Société des sciences historiques et naturelles de ce département, vol. 1, Paris, Imprimerie impériale, coll. « Répertoire archéologique de la France », 1868 (réimpr. Res Universis, 1991), 291 p. (lire en ligne).

Note sur le lien vers la section « Yonne » du « Répertoire archéologique » : L'Yonne est le dernier des cinq départements présentés dans le document lié (“lire en ligne”) - après l'Oise (Emmanuel Woillez, 1862, 213 p., rédigé sous les auspices de la société académique d'archéologie, sciences et arts de ce département), l'Aube (Darbois de Jubainville, 1861, 213 p., rédigé sous les auspices de la société d'agriculture, sciences et belles-lettres du département), le Morbihan (M. Rosenzweig, 1863, 243 p., rédigé sous les auspices de la société polymathique de ce département”) et le Tarn (Hippolyte Crozes, 1865).

 Accès direct à la section « Yonne » : dans le menu des pages de google livres (au-dessus et à droite de la fenêtre de lecture du livre), cliquer sur « c » (entre « Magnicourt » et « Saint-Léger-sous-Brienne »).
- « Mémoire sur les voies romaines qui traversent le département de l'Yonne », Mémoire de la société des sciences historiques et naturelles de l'Yonne, Imprimerie impériale,‎ 1863 (lire en ligne [Gallica], consulté le 25 août 2018).
- Statistique de la population dans le département de l'Yonne avant 1790 (monographie), Auxerre, G. Rouillé, 1889, 15 p. (lire en ligne).
- Une excursion dans les anciens registres de catholicité (baptêmes, mariages et sépultures) des paroisses du département de l'Yonne, éd. G. Rouillé, 1886, 31 p. (lire en ligne).

Cartulaires
- Cartulaire général de l'Yonne, recueil de documents authentiques, vol. 1, Auxerre, Imprimerie Perriquet, 1854, 630 p. (lire en ligne).
- Cartulaire général de l'Yonne, recueil de documents authentiques, vol. 2, Auxerre, Imprimerie Perriquet, 1854, (+ 2 p. “Erratum & Adenda”) 588 (lire en ligne).
- Cartulaire général de l'Yonne, recueil de documents authentiques, vol. 3, Auxerre, Imprimerie Perriquet, 1839 (lire en ligne).
- Recueil de pièces pour faire suite au Cartulaire général de l'Yonne : XIIIe siècle, Auxerre, Société des sciences historiques et naturelles de l'Yonne, 1873 (lire en ligne)
- Cartulaire général de l'Yonne, recueil de documents authentiques, Perriquet, Auxerre, volume 1 (1854) et volume 2 (1860).
- Catalogue des cartulaires qui concernent les pays du département de l'Yonne, 1881 lire en ligne sur Gallica.

Sur Auxerre
- Jean Lebeuf (abbé), Ambroise Challe et Maximilien Quantin, Mémoires concernant l’histoire ecclésiastique et civile d’Auxerre : continués jusqu'à nos jours avec addition de nouvelles preuves et annotations, vol. 1, Auxerre / Paris, Perriquet / Dumoulin, 1848, 544 p. (lire en ligne).
- Jean Lebeuf (abbé), Ambroise Challe et Maximilien Quantin, Mémoires concernant l’histoire ecclésiastique et civile d’Auxerre : continués jusqu'à nos jours avec addition de nouvelles preuves et annotations, vol. 2, Auxerre / Paris, Perriquet / Dumoulin, 1851, 549 p. (lire en ligne).
- Catalogue des manuscrits de la bibliothèque de la ville d'Auxerre, 1874
- « Histoire des impôts au comté et élection d'Auxerre au XVIe siècle - 1578-1585 », Annuaire de l'Yonne,‎ 1874, p. 51 (lire en ligne sur Gallica, consulté le 25 août 2018).
- Inventaire du trésor de la cathédrale d'Auxerre en 1531, Auxerre, Georges Rouillé, 1887, 15 p. (lire en ligne sur Gallica).
- « Le Comté d'Auxerre au XVIe siècle », bulletin de la  société des sciences historiques et naturelles de l'Yonne,‎ 1890, p. 25 (lire en ligne, consulté le 25 août 2018).
- « Notice sur une collection de testaments du XVIe siècle du tiers état à Auxerre », bulletin de la Société des sciences historiques et naturelles de l'Yonne,‎ 1890 (lire en ligne sur Gallica).
- Recherches sur l'état social des habitants du comté d'Auxerre en 1666 : impôts, cultures, bestiaux, population, 1888.
- Histoire anecdotique des rues d'Auxerre avec plan de la ville ancienne et moderne, Auxerre, Perriquet, 1870, 303 p. (ISBN 2-85983-006-5, présentation en ligne).

Sur Sens
- Épisodes de l'histoire du XVe siècle aux pays Sénonais et Gâtinais et au comté de Joigny, Archives du département de l'Yonne 1866 lire en ligne sur Gallica
- Mémoire sur l'organisation et le régime économique et financier de l'ancien chapitre cathédral de Sens (Yonne), 1869
- Notice historique sur la construction de la cathédrale de Sens, rédigée sur les documents originaux existant aux Archives de la préfecture, impr. Gallot-Fournier, 1842, 56 p. (lire en ligne).

Vies
- Épisode de la vie de saint Vincent de Paul à Joigny, 1860
- Histoire d'un serf devenu dignitaire de l'église d'Auxerre au XVe siècle, 1888 lire en ligne sur Gallica
- Les Le Cosquyno, seigneurs de Fulvy, et leur chapelle au cimetière d'Ancy-le-Franc, Extrait du Bulletin de la Société des sciences historiques et naturelles de l'Yonne, 1887
- Notice biographique sur Charles-Isidore Blanche, consul de France à Tripoli (Syrie), Extrait du Bulletin de la Société des sciences historiques et naturelles de l'Yonne, 1889 lire en ligne sur Gallica
- Les Oubliés : Louis Noël-Damy, Joux J.-B. Maurice, 1887 lire en ligne sur Gallica

Autres
- Histoire du tiers-état à Tonnerre au milieu du XVIe siècle (1543-1590) Contient aussi : Note sur deux sceaux de l'hôpital de Joigny ; les Le Cosquyno, seigneurs de Fulvy et leur chapelle au cimetière d'Ancy-le-franc, Bulletin de la Société des sciences historiques et naturelles de l'Yonne, 1886 lire en ligne sur Gallica
- L'École des chartes de Dijon, 1888 lire en ligne sur Gallica
- Les Croisés de la Basse-Bourgogne en Terre-Sainte, extrait des Mémoires de la Société de l'Yonne, 1853 lire en ligne sur Gallica
- Rapport sur une collection de copies d'arrêts criminels du Parlement et des Grands-Jours de Troyes, faite par M. le Comte de Chastellux (1535-1614), 1890 lire en ligne sur Gallica
- Voyage d'un archéologue dans les pays tonnerrois, auxerrois, du Morvan, etc. en 1646, 1888 lire en ligne sur Gallica
- Dictionnaire raisonné de diplomatique chrétienne : https://books.google.fr/books?id=SANCAAAAcAAJ&printsec=frontcover&hl=fr&source=gbs_ge_summary_r&cad=0#v=onepage&q&f=false